# 托切河

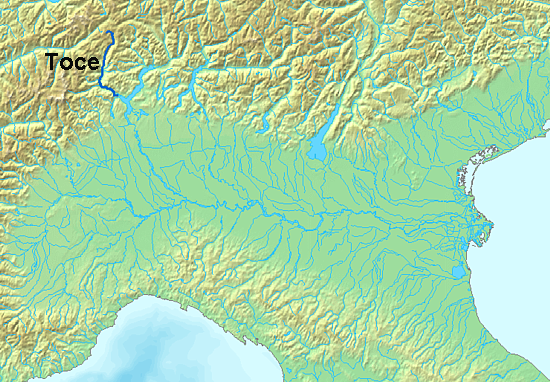

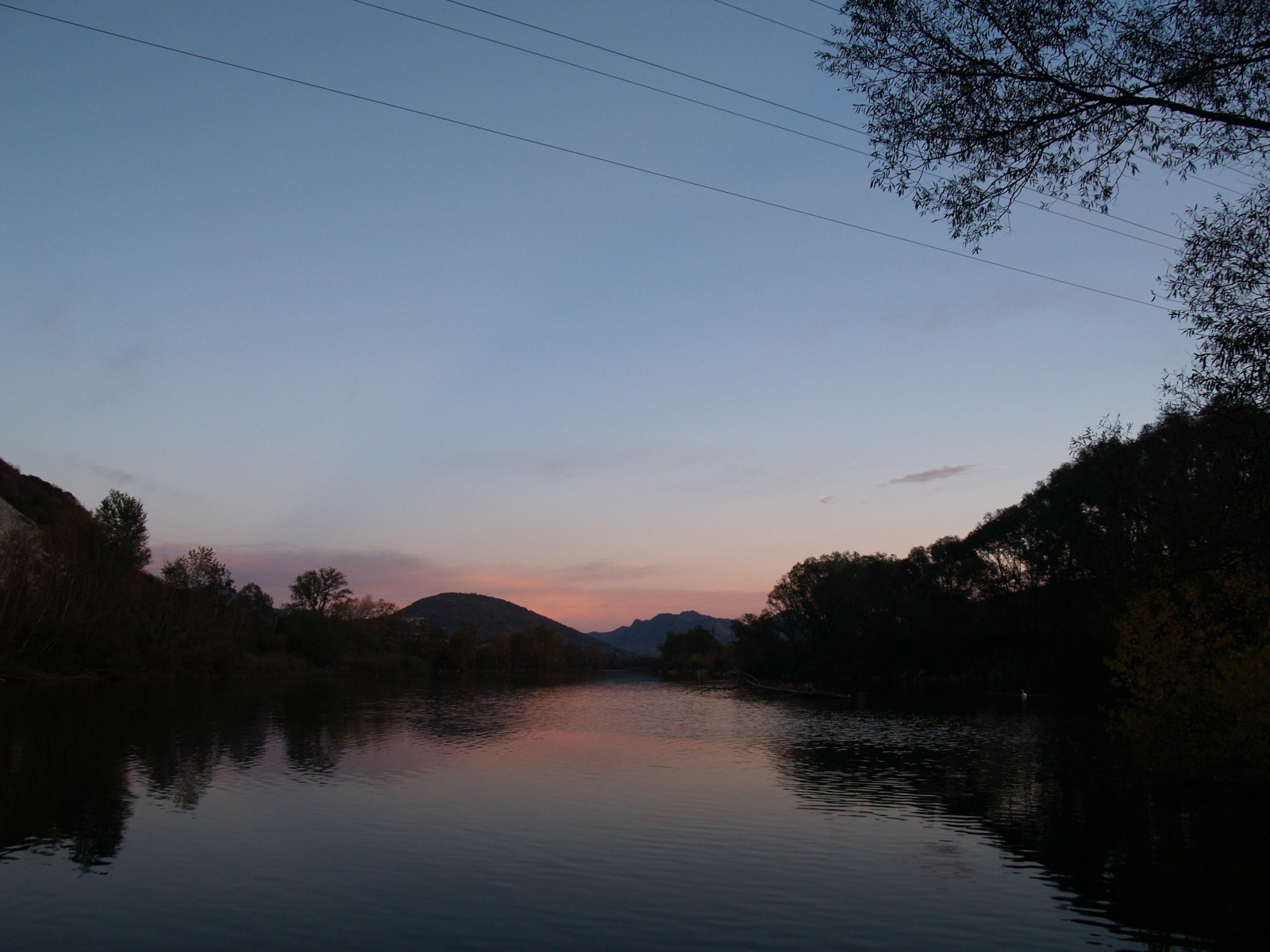

托切河（義大利語：Toce，義大利語發音：[ˈtoːtʃe; ˈtɔːtʃe]）是意大利的河流，位於該國北部皮埃蒙特，河道全長83.6公里，平均流量每秒70立方米，發源自海拔高度1,800米處，最終注入馬焦雷湖。
45°56′N 8°29′E / 45.933°N 8.483°E